# Шейх, Мумтаз
Мумтаз Шейх (род. ноябрь 1981, Ахмеднагар, Махараштра) — индийская активистка движения за права женщин, которая начала успешную кампанию за равный доступ к общественным туалетам в Мумбаи. В 2015 году Би-би-си включила её в свой список 100 женщин.

## Ранний период жизни
Мумтаз Шейх родилась в 1981 году в Ахмаднагаре, Махараштра. У неё был старший брат Рафик. Её отец, Абу Баккер, был шофером и говорил на языке малаялам, а мать Мадина говорила на хинди. Вскоре после рождения Мумтаз семья переехала в район Ваши Нака в пригороде Мумбаи, Чембур. Когда семейное насилие вынудило Шейх уйти жить с дядей, она работала по дому в обмен на кров, но часто голодала. Когда ей было пять лет, а её брату восемь, отец забрал Рафика к своим родителям в Кералу и отправился работать в Дубай. Из-за трудного детства в условиях крайней нищеты Шейх бросила школу после 9 класса, и её дядя устроил ей свадьбу, когда ей было пятнадцать лет. Брак был неблагополучным, в шестнадцать лет Шейх родила дочь, а вскоре после этого начала тайно посещать в своей общине лекции о домашнем насилии, которые проводили социальные работники из Комитета ресурсных организаций (CORO). Несмотря на возражения мужа, она стала волонтёром организации и вскоре обрела достаточно уверенности в себе, чтобы подать на развод.

## Карьера
Став членом основной команды CORO в 2000 году и получив стипендию Leader’s Quest в 2005 году, Мумтаз начала наставлять в своём сообществе других женщин. За следующее десятилетие она сделала карьеру в организации, стала сосекретарём CORO и в 2006 году снова вышла замуж. Когда CORO создала Федерацию Махила Мандал, Мумтаз стала её исполнительным президентом. В рамках санитарных программ CORO Мумтаз в 2011 году начала решать проблемы с общественными туалетами, а в 2012 году провела исследование для оценки безопасности и условий в уборных. В 2013 году она начала кампанию, направленную на решение проблемы неравного доступа к туалетам в Мумбаи. Основываясь на похожей китайской кампании «Захвати мужской туалет», 32 неправительственные организации объединились для проведения однодневного семинара, чтобы начать работать над расширением свободного доступа женщин к туалетам. Мумтаз стала вести кампанию «Право на мочеиспускание», в центре которой был тот факт, что, хотя женщины в городских районах составляют около 50 % рабочей силы, если они не могут заплатить, у них практически нет доступа к туалетам. В 2012 году в Мумбаи правительство предоставило 5993 общественных туалета и 2466 писсуаров для мужчин, но только 3536 женских уборных. На железнодорожных станциях условия были ещё хуже: на 69 станциях, расположенных на Центральной и Харбор-Рейл-Лайн, было менее 100 писсуаров и туалетов. Мужчины не платили за пользование писсуаром, а вот женщинам за пользование туалетом приходилось платить. Чтобы ограничить количество мочеиспусканий, женщины часто пили недостаточное количество воды, что приводило к проблемам со здоровьем.
Инициатива получила широкое признание, в результате чего правительство распорядилось о строительстве женских туалетов в Мумбаи каждые 20 километров. После года давления со стороны женских организаций правительство заявило о том, что компания MCGM построит в Мумбаи 96 новых туалетов. Мумтаз получила от Nari Samata Manch звание «Дочь Махараштры», а в 2015 году была отмечена Би-би-си в списке 100 женщин. К 2015 году её преданность санитарии и праву женщин на равенство распространилась на Сангли и Видарбху, а список рассматриваемых проблем расширился, включив в себя вопросы безопасности в городе. После рождения второго ребёнка Мумтаз вернулась к образованию, поступив на программу бакалавриата в области изучения политики. В течение 2016 года Шейх продолжала работать над проблемой общественных туалетов, безопасности и здоровья женщин, вызванных отсутствием надлежащих удобств и бездействием правительства. Она начала разрабатывать планы по расширению программы на весь штат Махараштра, изучая местные потребности различных мест.